# Vaccinio uliginosi-Pinion sylvestris
Denne skovtype, Vaccinio uliginosi-Pinion sylvestris, findes på den nordlige halvkugle på områder, hvor underlaget er fugtig podsol, dvs. jorde, som er sure, fattige på kalk og på mineralske næringsstoffer. Råjorden er ofte sand eller grus, og laget af uomsat førne er meget tykt. Skovfyr (Pinus sylvestris) dominerer plantesamfundet, men dunbirk (Betula pubescens) og almindelig røn (Sorbus aucuparia) findes også. Visse steder er klonagtige opvækster af bævreasp (Populus tremula) helt enerådende.
Det er karakteristisk for typen, at længerevarende tørke fører til, at de tørre nåle og mængden af uomsat førne gør skoven meget let antændelig. Hvis skoven bliver ødelagt ved brand eller menneskelig påvirkning, vil den dog kunne eksistere længe. Hvis den derimod ikke bliver ramt af ødelæggelse, sætter der en succession i gang, som betyder, at stilkeg (Quercus robur) efterhånden bliver dominerende sammen med skovfyr.
Et hold forskere har undersøgt denne skovtype, hvor den findes i Sudeterbjergene. De nåede frem til, at vegetationen på de undersøgte steder ud over de nævnte, dominerende træarter havde følgende, karakteristiske sammensætning:
almindelig blåtop (Molinia caerulea),
brodspidstørvemos (Sphagnum fallax),
almindelig skovstjerne (Trientalis europaea),
almindelig star (Carex nigra),
almindelig tørvemos (Sphagnum palustre),
Carex leporina - en art af star-slægten,
dunbirk (Betula pubescens),
hirsestar (Carex panicea),
kærstar (Carex acutiformis),
lysesiv (Juncus effusus),
næbstar (Carex rostrata),
Polytrichum commune - en art blandt mosser,
Smalbladet kæruld (Eriophorum angustifolium),
tuekæruld (Eriophorum vaginatum),
øret pil (Salix aurita)